# 台灣天主教主教列表
本表列出台灣歷任的天主教主教。除了教區主教之外，輔理主教、助理主教，以及監牧區時代的各任監牧也一併列出。
天主教於台灣開教始於1859年，但遲至日治中期的1913年才獨立設置教會管區，而主教制度在台灣則是於1952年聖統制建立之後才開始實行，迄今已有7個教區、1個宗座署理區。本表以1949年海峽兩岸分治為時間點，1949年之前的涵蓋區域為台灣及澎湖，之後則是中華民國台灣地區（台澎金馬）。

## 歷任主教一覽
以下順序依晉牧時間（或就職時間）排列。非華人者則另標註原姓名。
| 牧徽 | 姓名            | 出生                               | 逝世                           | 職位                                                    | 晉鐸日期        | 晉牧日期                                                      |
| ---- | --------------- | ---------------------------------- | ------------------------------ | ------------------------------------------------------- | --------------- | ------------------------------------------------------------- |
|      | 林牧才 (Fr. Clemente Fernandez, OP)       | （西班牙出生）                     | 1921年                         | 台灣監牧                                                | --              | 1913年（監牧職）                                              |
|      | 楊多默 (Fr. Thonas de la Hoz, OP)       | 1879年12月31日 西班牙              | 1935年 台灣                    | 台灣監牧                                                | 1903年 7月26日  | 1921年7月27日（監牧職）                                       |
|      | 里脇淺次郎 （里脇浅次郎） | 1904年 日本長崎縣出津              | 1996年 日本長崎市              | 台灣監牧 鹿兒島主教 長崎總主教                          | 1930年          | 1941年（監牧職） 1955年 1979年（樞機職）                      |
|      | 陳若瑟 (Fr. Joseph Arregui y Yparaguirre, OP)       | 1903年 西班牙                      | 1979年 台灣高雄市              | 台灣監牧 高雄監牧                                       | 1928年          | 1948年3月5日（監牧職）                                        |
|      | 郭若石          | 1906年2月11日 中國河北省正定縣     | 1995年12月18日 台灣台北市      | 台北監牧 台北總主教                                     | 1931年 12月28日 | 1950年6月13日（監牧職） 1952年10月26日                        |
|      | 蔡文興 (Most Rev. William Francis Kupfer, MM)   | 1909年1月28日 美國紐約布魯克林     | 1998年1月2日 美國紐約          | 台中監牧 台中主教                                       | 1933年 6月11日  | 1951年1月26日（監牧職） 1962年7月25日                         |
|      | 牛會卿          | 1895年9月18日 中國河北省獻縣       | 1973年2月28日 台灣嘉義縣嘉義市 | 陽穀宗座代牧 陽穀主教 福寧教區署理主教 嘉義教區署理主教 | 1923年 9月30日  | 1943年4月4日 1952年8月7日（嘉義）                             |
|      | 費聲遠 (Bishop André-Jean Vérineux, MEP)       | 1897年11月4日 法國兰斯             | 1983年1月10日 台灣花蓮縣花蓮市 | 營口主教 花蓮監牧 花蓮教區署理主教                      | 1922年 12月23日 | 1949年10月16日（營口） 1952年8月7日（花蓮）                   |
|      | 田耕莘          | 1890年10月24日 中國山東省陽穀縣    | 1967年7月24日 台灣嘉義縣嘉義市 | 陽穀宗座代牧 青島宗座代牧 北平總主教 台北總教區署理主教 | 1918年 6月9日   | 1939年10月29日 1946年2月18日（樞機職） 1959年12月16日（台北） |
|      | 成世光          | 1915年9月15日 中國山西省孝義县     | 2012年8月23日 台灣台中市       | 台北總教區輔理主教 台南主教                             | 1943年 6月29日  | 1960年7月25日                                                 |
|      | 鄭天祥          | 1923年12月2日 中國福建省福州市     | 1998年2月21日 台灣高雄市       | 高雄總主教                                              | 1961年 3月21日  | 1961年5月21日                                                 |
|      | 羅光            | 1911年1月1日 中國湖南省衡陽市      | 2004年2月28日 台灣台北市       | 台南主教 台北總主教                                     | 1936年 2月9日   | 1961年5月21日                                                 |
|      | 杜寶晉          | 1911年3月19日 大清直隸省趙州直隸州 | 1986年5月5日 台灣新竹市        | 新竹主教                                                | 1937年 4月27日  | 1961年5月21日                                                 |
|      | 賈彥文          | 1925年1月17日 中國河北省元氏縣     | 2017年8月22日 台灣花蓮縣       | 嘉義主教 花蓮主教 台北總主教                            | 1951年 7月15日  | 1970年7月16日                                                 |
|      | 王愈榮          | 1931年4月27日 中國上海市           | 2018年1月18日 台灣台中市       | 台北總教區輔理主教 台中主教                             | 1955年 12月24日 | 1975年7月22日                                                 |
|      | 狄剛            | 1928年5月17日 中國河南省修武縣     | 2022年12月29日                 | 嘉義主教 台北總教區助理主教 台北總主教                  | 1953年 12月20日 | 1975年7月22日                                                 |
|      | 單國璽          | 1923年12月2日 中國河南省濮陽縣     | 2012年8月22日 台灣新北市新店區 | 花蓮主教 高雄主教                                       | 1955年 3月18日  | 1980年2月14日 1998年2月21日（樞機職）                         |
|      | 劉獻堂          | 1928年12月21日 中國河北省獻縣      | --                             | 新竹教區助理主教 新竹主教                               | 1956年 11月30日 | 1981年1月1日                                                  |
|      | 林天助          | 1935年1月7日                       | 1994年3月4日 台灣嘉義          | 嘉義主教                                                | 1961年 12月21日 | 1986年1月12日                                                 |
|      | 徐英發          | 1923年2月11日 中國山東省東阿縣     | 2003年3月2日 台灣臺北縣新店市  | 台北總教區輔理主教                                      | 1952年 3月29日  | 1990年11月30日                                                |
|      | 鄭再發          | 1932年7月4日 中國福建省廈門市      | 2022年9月2日                   | 台南主教 台北總主教                                     | 1957年 12月21日 | 1991年2月2日                                                  |
|      | 錢志純          | 1926年4月9日 中國浙江省玉環縣      | 2009年2月17日 台灣花蓮縣       | 花蓮主教                                                | 1953年 6月29日  | 1992年4月11日                                                 |
|      | 林吉男          | 1943年5月14日 台灣花蓮縣           | --                             | 高雄教區輔理主教 台南主教 台南教區宗座署理              | 1973年 1月6日   | 1993年1月2日                                                  |
|      | 劉振忠          | 1951年5月13日 台灣嘉義縣大林鎮     | --                             | 嘉義主教 高雄教區助理主教 高雄主教 高雄總主教           | 1980年 4月13日  | 1994年9月28日                                                 |
|      | 黃兆明          | 1954年8月23日 台灣花蓮縣           | --                             | 高雄教區輔理主教 花蓮主教                               | 1983年 4月12日  | 1998年7月16日                                                 |
|      | 曾建次 (Dangalo Kingzi)       | 1942年12月11日 台灣台東縣知本      | --                             | 花蓮教區輔理主教                                        | 1972年 3月21日  | 1998年8月29日                                                 |
|      | 劉丹桂          | 1953年6月11日 台灣台中縣東勢鎮     | --                             | 台北總教區輔理主教 新竹主教                             | 1981年 11月12日 | 1999年8月14日                                                 |
|      | 洪山川          | 1943年11月20日 台灣澎湖縣          | --                             | 嘉義主教 台北總主教                                     | 1973年 06月23日 | 2006年2月28日                                                 |
|      | 李克勉          | 1958年8月23日 台灣台南縣           | --                             | 新竹主教                                                | 1990年 5月27日  | 2006年6月24日                                                 |
|      | 鍾安住          | 1952年8月7日 台灣雲林縣崙背鄉      | --                             | 台北總教區輔理主教 嘉義主教 台北總主教                  | 1981年 12月26日 | 2006年12月30日                                                |
|      | 蘇耀文          | 1959年11月9日 台灣高雄市左營區     | --                             | 台中主教                                                | 1989年 6月8日   | 2007年9月25日                                                 |
|      | 李若望          | 1966年11月2日 台灣台南市           | --                             | 台南主教                                                | 1993年          | 2021年1月1日                                                  |
|      | 浦英雄 (Voyu Poiconʉ)       | 1958年8月26日 台灣嘉義縣阿里山鄉   | --                             | 嘉義主教                                                | 1987年 1月1日   | 2022年4月2日                                                  |
|      | 黃敏正          | 1955年3月23日 台灣台南縣麻豆鎮     | --                             | 台南主教                                                | 1984年 3月29日  | 2023年6月24日                                                 |
|      | 趙永吉          | 1973年3月28日 台灣台中市           | --                             | 台北總教區輔理主教                                      | 2001年 2月3日   | 2025年4月3日                                                  |

※ 排序說明：
1. 如果在中國大陸等地已經擔任過主教，則以在台灣擔任主教的時間為優先。
2. 本列表的排序以就任主教的時間為準，如果曾擔任監牧則以就任監牧的時間為優先。
3. 標有底線者為現任主教，不是在台灣擔任之職務則另以小字標出。
4. 金門馬祖地區所屬的「金馬宗座署理區」，教務首長「金馬宗座署理」一職由台北總主教兼任。

## 備考
- 天主教在台灣的第一位教務領導人：林牧才神父（1921年就任第一任台灣監牧）。
- 第一位在台灣祝聖就職的主教：郭若石總主教。
- 第一位台灣教區的樞機：單國璽樞機。
- 第一位台灣本省籍的主教：林天助主教。
- 第一位台灣本省籍的正權主教（擁有自治權力並擔任一個教區的最高管理者）：劉振忠主教。
- 第一位閩南籍總主教：洪山川總主教。
- 第一位閩南籍主教：林天助主教。
- 第一位客家籍主教：林吉男主教。
- 第一位客家籍的正權主教：黃兆明主教。
- 第一位卑南籍主教：曾建次主教。
- 第一位鄒籍的正權主教：浦英雄主教。
- 以最年輕歲數晉升主教：劉振忠主教（43歲就任嘉義教區主教）。
- 以最年長歲數晉升主教：錢志純主教（66歲就任花蓮教區主教）。
- 居住在台灣但無擔任教區主教的樞機：斌樞機（原為南京總教區總主教，遷台後僅實任輔仁大學校長等要職）。

## 外部連結
- 天主教會台灣地區主教團（页面存档备份，存于）